# Records des Celtics de Boston
Cette page liste les records de l'équipe et des joueurs des Celtics de Boston depuis la création de l'équipe en 1946.

## Records individuels en saison régulière
Légende: En Gras : joueurs encore en activité en NBA.

### En carrière
| Statistique             | Joueur        | Record |
| ----------------------- | ------------- | ------ |
| Matchs joués            | John Havlicek | 1 270  |
| Points                  | John Havlicek | 26 395 |
| Passes décisives        | Bob Cousy     | 6 945  |
| Interceptions           | Paul Pierce   | 1 583  |
| Total de rebonds        | Bill Russell  | 21 620 |
| Contres                 | Robert Parish | 1 699  |
| Tirs marqués            | John Havlicek | 10 513 |
| 3 points inscrits       | Paul Pierce   | 1 823  |
| Lancers francs inscrits | Paul Pierce   | 6 434  |
| Pertes de balles        | Paul Pierce   | 3 213  |

### Sur un match
| Statistique                | Joueur                     | Record | Date                                        |
| -------------------------- | -------------------------- | ------ | ------------------------------------------- |
| Minutes                    | David Wesley Ricky Davis   | 57     | 11 décembre 1996 13 janvier 2006            |
| Points                     | Jayson Tatum               | 60     | 30 avril 2021                               |
| Paniers marqués            | Kevin McHale Larry Bird    | 22     | 3 mars 1985 12 mars 1985 12 avril 1987      |
| Paniers tentés             | John Havlicek              | 42     | 2 février 1965                              |
| Paniers à 3 points réussis | Marcus Smart               | 11     | 18 janvier 2020                             |
| Paniers à 3 points tentés  | Marcus Smart               | 22     | 18 janvier 2020                             |
| Lancers francs réussis     | Nate Archibald Paul Pierce | 20     | 16 janvier 1980 2 novembre 2002             |
| Lancers francs tentés      | John Havlicek Paul Pierce  | 24     | 6 février 1970 2 novembre 2005 4 avril 2006 |
| Rebonds défensifs          | Dave Cowens                | 23     | 2 janvier 1974                              |
| Rebonds offensifs          | Dave Cowens                | 13     | 28 mars 1976                                |
| Total rebonds              | Bill Russell               | 51     | 5 février 1960                              |
| Passes décisives           | Bob Cousy                  | 28     | 27 février 1959                             |
| Interceptions              | Larry Bird Paul Pierce     | 9      | 18 février 1985 3 décembre 1999             |
| Contres                    | Robert Parish Kevin McHale | 9      | 17 mars 1982 16 avril 1982 21 janvier 1983  |
| Balles perdues             | Paul Pierce                | 12     | 8 novembre 2006                             |

## Records individuels en Playoffs

### En carrière
| Statistique             | Joueur        | Record |
| ----------------------- | ------------- | ------ |
| Matchs joués            | John Havlicek | 172    |
| Points                  | Larry Bird    | 3 897  |
| Passes décisives        | Larry Bird    | 1 061  |
| Interceptions           | Larry Bird    | 296    |
| Total de rebonds        | Bill Russell  | 4 104  |
| Contres                 | Robert Parish | 292    |
| Tirs marqués            | Larry Bird    | 1 458  |
| 3 points inscrits       | Jayson Tatum  | 292    |
| Lancers francs inscrits | Larry Bird    | 901    |
| Pertes de balles        | Larry Bird    | 506    |

### Sur un match
| Statistique                | Joueur                    | Record | Date                                    |
| -------------------------- | ------------------------- | ------ | --------------------------------------- |
| Minutes jouées             | Bob Cousy                 | 66     | 21 mars 1953                            |
| Points                     | Jayson Tatum              | 60     | 1er avril 1973                          |
| Paniers marqués            | John Havlicek             | 24     | 1er avril 1973                          |
| Paniers tentés             | John Havlicek             | 36     | 11 avril 1967 1er avril 1973            |
| Lancers francs réussis     | Bob Cousy                 | 30     | 21 mars 1953                            |
| Lancers francs tentés      | Bob Cousy                 | 32     | 21 mars 1953                            |
| Paniers à 3 points réussis | Ray Allen                 | 9      | 30 avril 2009                           |
| Paniers à 3 points tentés  | Ray Allen Grant Williams  | 18     | 30 avril 2009 15 mai 2022               |
| Rebonds défensifs          | Dave Cowens               | 20     | 22 avril 1975 1er mai 1977              |
| Rebonds offensifs          | Dave Cowens Robert Parish | 11     | 14 mai 1976 17 mai 1987                 |
| Total rebonds              | Bill Russell              | 40     | 23 mars 1958 29 mars 1960 18 avril 1962 |
| Passes décisives           | Rajon Rondo               | 20     | 3 mai 2010                              |
| Interceptions              | Dennis Johnson            | 7      | 29 avril 1986                           |
| Contres                    | Robert Williams           | 9      | 22 mai 2021                             |
| Balles perdues             | Larry Bird                | 10     | 7 avril 1981                            |

## Records de la franchise

### Sur une saison
| Statistique                    | Record | Moyenne par match        | Saison    |
| ------------------------------ | ------ | ------------------------ | --------- |
| Points marqués                 | 9 887  | 120,6 points / match     | 2023-2024 |
| Rebonds                        | 6 131  | 77,6 rebonds / match     | 1960-1961 |
| Passes décisives               | 2 448  | 29,8 passes / match      | 1987-1988 |
| Interceptions                  | 987    | 12 interceptions / match | 1997-1998 |
| Contres                        | 594    | 7,3 contres / match      | 1980-1981 |
| Tirs marqués                   | 3 855  | 48,2 tirs / match        | 1961-1962 |
| Tirs tentés                    | 9 265  | 117 tirs / match         | 1960-1961 |
| Pourcentage au tir             | 52,1 % | /                        | 1987-1988 |
| 3 points marqués               | 1 457  | 17,8 tirs / match        | 2024-2025 |
| 3 points tentés                | 3 955  | 48,2 tirs / match        | 2024-2025 |
| Pourcentage à 3 points         | 39,7 % | /                        | 2008-2009 |
| Lancers francs marqués         | 2 216  | 27,4 tirs / match        | 1966-1967 |
| Lancers francs tentés          | 2 983  | 36,4 tirs / match        | 1967-1968 |
| Pourcentage aux lancers francs | 83,2 % | /                        | 1989-1990 |
| Pertes de balles               | 1 796  | 21,9 pertes / match      | 1973-1974 |